# Liste des sites Ramsar en Hongrie
Cet article recense les zones humides de Hongrie concernées par la convention de Ramsar.

## Statistiques
La convention de Ramsar est entrée en vigueur en Hongrie le 11 août 1979.
En janvier 2020, le pays compte 29 sites Ramsar, couvrant une superficie de 2 606,68 km2 (soit environ 2,8 % du territoire hongrois).

## Liste
| Site                                           | Comitat                           | Notes | Date            | Superficie (km²) | Altitude (m) | Identifiant Ramsar | Identifiant WDPA | Coordonnées                       | Photo |
| ---------------------------------------------- | --------------------------------- | --- | --------------- | ---------------- | ------------ | ------------------ | ---------------- | --------------------------------- | ----- |
| Szaporca (hu)                                  | Baranya                           | | 11 avril 1979   | 2,895            | 93 - 94      | 182                | 67990            | 45° 47′ 13″ nord, 18° 05′ 20″ est |       |
| Réserves de Velence (hu) et Dinnyés (hu)       | Fejér                             | | 11 avril 1979   | 13,545           | 92 - 97      | 183                | 67991            | 47° 11′ 06″ nord, 18° 33′ 14″ est |       |
| Lac Fehér (hu) à Kardoskút                     | Békés                             | | 11 avril 1979   | 4,92             | 85 - 91      | 184                | 67992            | 46° 28′ 23″ nord, 20° 37′ 30″ est |       |
| Kis-Balaton (hu)                               | Somogy, Zala                      | Le site est compris dans le parc national du haut Balaton | 11 avril 1979   | 146,59           | 103 - 106    | 185                | 67993            | 46° 38′ 20″ nord, 17° 11′ 56″ est |       |
| Mártély                                        | Csongrád                          | | 11 avril 1979   | 23,24            | 79           | 186                | 67994            | 46° 26′ 10″ nord, 20° 12′ 36″ est |       |
| Lacs alcalins du Haut-Kiskunság                | Bács-Kiskun                       | Le site est compris dans le parc national de Kiskunság | 11 avril 1979   | 73,938           | 94 -         | 187                | 67995            | 46° 48′ 36″ nord, 19° 10′ 19″ est |       |
| Pusztaszer                                     | Csongrád                          | | 11 avril 1979   | 50,00            | 80           | 188                | 67996            | 46° 27′ 18″ nord, 20° 04′ 52″ est |       |
| Hortobágy                                      | Hajdú-Bihar, Jász-Nagykun-Szolnok | | 11 avril 1979   | 320,37           | 85 - 95      | 189                | 67997            | 47° 32′ 35″ nord, 20° 57′ 32″ est |       |
| Ócsai Turjános                                 | Pest                              | | 17 mars 1989    | 11,458           | 98 - 110     | 418                | 67998            | 47° 15′ 47″ nord, 19° 14′ 06″ est |       |
| Lacs près de Tata                              | Komárom-Esztergom                 | | 17 mars 1989    | 18,97            | 130          | 419                | 67999            | 47° 40′ 55″ nord, 18° 17′ 35″ est |       |
| Lac Fertő                                      | Győr-Moson-Sopron                 | Le parc national de Fertő-Hanság est inscrit au patrimoine mondial en Autriche et en Hongrie ; la partie autrichienne est également un site Ramsar, sous le nom de « Lac de Neusiedl, Seewinker et Hanság ». | 17 mars 1989    | 84,32            | 114 -        | 420                | 68000            | 47° 40′ 44″ nord, 16° 44′ 17″ est |       |
| Lac Balaton                                    | Somogy, Veszprém, Zala            | | 17 mars 1989    | 598,00           | 103 - 106    | 421                | 68001            | 46° 51′ 36″ nord, 17° 45′ 11″ est |       |
| Bodrogzug (hu)                                 | Borsod-Abaúj-Zemplén              | | 17 mars 1989    | 42,20            | 94 - 98      | 422                | 68002            | 48° 10′ 52″ nord, 21° 24′ 54″ est |       |
| Réserve naturelle des étangs de Rétszilas (hu) | Fejér                             | | 30 avril 1997   | 14,94            | 99 - 102     | 899                | 145536           | 46° 50′ 17″ nord, 18° 34′ 37″ est |       |
| Gemenc (en)                                    | Tolna, Bács-Kiskun                | | 30 avril 1997   | 197,70           | 86 - 94      | 900                | 145534           | 46° 13′ 16″ nord, 18° 51′ 18″ est |       |
| Béda-Karapancsa (hu)                           | Baranya                           | | 30 avril 1997   | 86,689           | 84 - 88      | 901                | 145532           | 45° 56′ 42″ nord, 18° 46′ 16″ est |       |
| Lac Kolon (hu) à Izsák                         | Bács-Kiskun                       | | 30 avril 1997   | 30,59            | 95           | 902                | 145535           | 46° 45′ 25″ nord, 19° 20′ 56″ est |       |
| Étags de Biharugra (hu)                        | Békés                             | | 26 mai 1997     | 27,91            | 80 - 90      | 903                | 145533           | 46° 56′ 17″ nord, 21° 35′ 20″ est |       |
| Réserve naturelle des lacs Pacsmag (hu)        | Tolna                             | | 30 avril 1997   | 4,394            | 110 - 200    | 904                | 145537           | 46° 37′ 05″ nord, 18° 21′ 58″ est |       |
| Grotte de Baradla (en) et zones humides liées  | Borsod-Abaúj-Zemplén              | Site transfrontalier avec la Slovaquie. Les grottes du karst d'Aggtelek et du karst de Slovaquie, dont fait partie la grotte de Baradla, sont inscrites au patrimoine mondial en Hongrie et en Slovaquie.    | 14 août 2001    | 20,56            | 218 - 484    | 1092               | 900588           | 48° 28′ 05″ nord, 20° 30′ 47″ est |       |
| Vallée de l'Ipeľ                               | Nógrád                            | Site transfrontalier avec la Slovaquie | 14 août 2001    | 23,037           | 126 - 145    | 1093               | 900589           | 48° 03′ 36″ nord, 19° 06′ 50″ est |       |
| Csongrád-bokrosi Sóstó                         | Bács-Kiskun, Csongrád             | | 4 décembre 2004 | 8,65             | 87 - 96      | 1409               | 902392           | 46° 44′ 28″ nord, 19° 58′ 01″ est |       |
| Haute Tisza (hu)                               | Szabolcs-Szatmár-Bereg            | Site transfrontalier avec la Slovaquie | 10 janvier 2004 | 268,71           | 108 - 120    | 1410               | 902389           | 48° 10′ 41″ nord, 21° 56′ 13″ est |       |
| Nyirkai-Hany (hu)                              | Győr-Moson-Sopron                 | | 6 octobre 2006  | 4,19             | 112 - 116    | 1644               | 902988           | 47° 42′ 07″ nord, 17° 10′ 59″ est |       |
| Valée de la Raab (hu)                          | Vas                               | | 6 octobre 2006  | 95,5231          | 191          | 1645               | 902989           | 47° 05′ 28″ nord, 16° 45′ 29″ est |       |
| Steppes alcalines du Haut-Kiskunság            | Bács-Kiskun, Pest                 | Le site est compris dans le parc national de Kiskunság | 6 octobre 2006  | 131,77           | 95           | 1646               | 902987           | 47° 04′ 16″ nord, 19° 09′ 00″ est |       |
| Campagne de Borsod                             | Borsod-Abaúj-Zemplén              | | 20 février 2008 | 184,709          | 86 - 93      | 1745               | 903093           | 47° 46′ 01″ nord, 20° 49′ 08″ est |       |
| Montág-puszta                                  | Békés, Csongrád                   | | 20 février 2008 | 22,03            | 89 - 91      | 1746               | 903094           | 46° 20′ 56″ nord, 20° 39′ 29″ est |       |
| Étangs et marais du sud du lac Balaton         | Somogy                            | | 9 juin 2011     | 94,83            | 103 - 160    | 1963               | 555592546        | 46° 42′ 36″ nord, 17° 36′ 50″ est |       |